# Alexandra Razarenova
Alexandra Razarenova ou Razaryonova (russe : Александра Германовна Разарёнова), née le 17 juillet 1990 à Saint-Pétersbourg, est une triathlète professionnelle russe, double championne de Russie (2011 et 2015). 

## Carrière sportive
Alexandra Razarenova commence sa carrière internationale dès 2005 quand, à l'âge de 15 ans, elle participe à une course ITU Elite à Alanya. De 2006 à 2009, elle participe à cinq triathlons juniors en coupe d'Europe et atteint toujours l'une des dix premières places, dont trois médailles d'or. En 2009, elle  termine 4e aux championnats d'Europe juniors et 5e aux championnats du monde juniors.
En 2010, elle se classe 5e dans le championnat du monde U23 et en 2011, elle remporte le championnat d'Europe U23. À partir de 2010, elle représente la Russie aux séries mondiales de triathlon. Dans le championnat du monde de 2011, elle finit deuxième meilleure triathlète féminine russe derrière Irina  Abysova.
D'avril 2011 à 2013, elle est recrutée et fait partie d'un club français, le Charleville-Triathlon-Ardennes . Après quelques problèmes de visa, elle s'installe en France, et remporte une étape du Grand Prix de triathlon à Paris, en juillet 2011. Elle fait partie des sept membres féminines de ce club sélectionnées aux Jeux olympiques d'été 2012 de Londres, avec Katrien Verstuyft (Belgique), Anja Dittmer et Anne Haug (Allemagne), Sarah Groff (États-Unis), Emma Moffatt (Australie), médaillée de bronze en 2008 à Pékin, et Vicky Holland (Grande-Bretagne). Elle participe et remporte le championnat national de Russie en 2011 et rejoint en 2013, un autre club français, le Saint Raphaël Triathlon.

## Palmarès
Le tableau présente les résultats les plus significatifs (podium) obtenus sur le circuit national et international de triathlon depuis 2010,.
| Année | Compétition                                               | Pays      | Position          | Temps           |
| ----- | --------------------------------------------------------- | --------- | ----------------- | --------------- |
| 2019  | Coupe du monde - l'étape de Huatulco                      | Mexique   | Médaille d'argent | 1 h 1 min 5 s   |
| 2018  | Coupe d'Europe de triathlon - l'étape de Funchal (Finale) | Portugal  | Médaille d'or     | 56 min 51 s     |
| 2018  | Coupe d'Europe - l'étape de Weert                         | Pays-Bas  | Médaille d'or     | 2 h 3 min 12 s  |
| 2016  | Championnat de Russie                                     | Russie    | Médaille d'argent | 2 h 3 min 54 s  |
| 2015  | Championnat de Russie                                     | Russie    | Médaille d'or     | 2 h 0 min 57 s  |
| 2015  | Coupe d'Europe - l'étape d'Antalya                        | Turquie   | Médaille d'argent | 2 h 0 min 41 s  |
| 2014  | Coupe d'Europe - l'étape d'Antalya                        | Turquie   |                   | 1 h 59 min 49 s |
| 2014  | Championnat de Russie                                     | Russie    |                   | 1 h 57 min 1 s  |
| 2013  | Coupe d'Europe - l'étape de Penza                         | Russie    |                   | 2 h 6 min 41 s  |
| 2013  | Coupe d'Europe - l'étape d'Istanbul                       | Turquie   |                   | 2 h 3 min 16 s  |
| 2013  | Championnat d'Europe en relais par équipes                | Turquie   |                   | 1 h 32 min 25 s |
| 2013  | Championnat de Russie                                     | Russie    |                   | 2 h 6 min 41 s  |
| 2013  | Championnat de Russie de duathlon                         | Russie    |                   | 1 h 34 min 22 s |
| 2012  | Championnats du monde de triathlon en relais mixte        | Suède     |                   | 1 h 27 min 31 s |
| 2012  | Demi-finale de Coupe du monde - l'étape de Tiszaújváros   | Hongrie   |                   | 1 h 1 min 22 s  |
| 2012  | Championnat d'Europe en relais par équipes                | Israël    |                   | 1 h 11 min 54 s |
| 2011  | Championnat de Russie                                     | Russie    |                   | 2 h 4 min 56 s  |
| 2010  | Coupe d'Asie - l'étape de Mékong                          | Thaïlande |                   | 2 h 3 min 29 s  |
| 2010  | Championnat de Russie                                     | Russie    |                   | 2 h 5 min 17 s  |